# 中華民國空軍軍官學校
中華民國空軍軍官學校，簡稱空軍官校、空官，為培養中華民國空軍軍官的專門學校。

## 沿革[1]

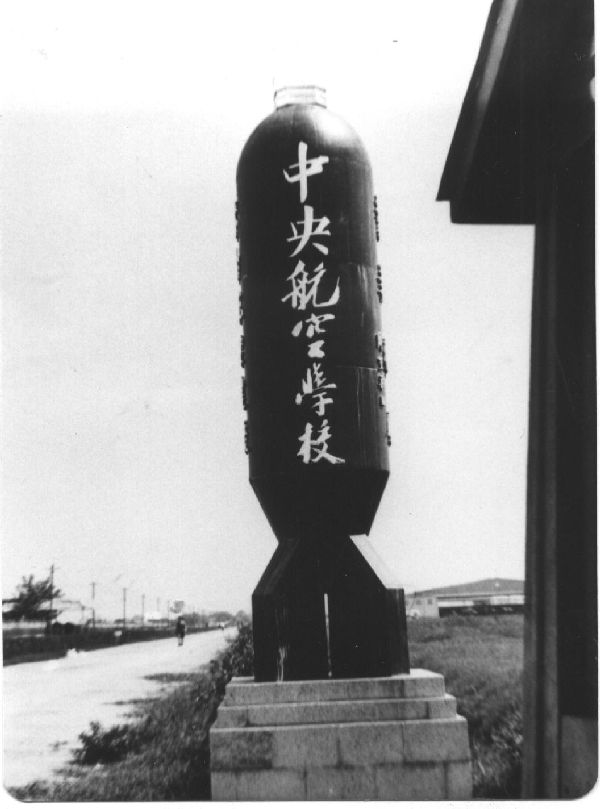
中央航空學校舊景

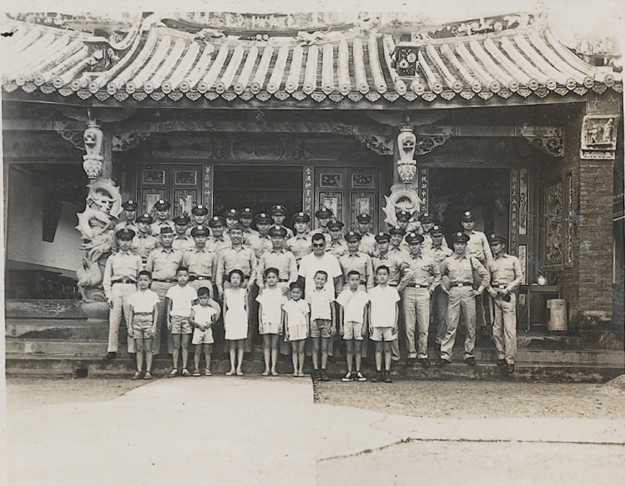
空軍官校師生1950年代校外教學參訪日月潭文武廟時於廟前合影

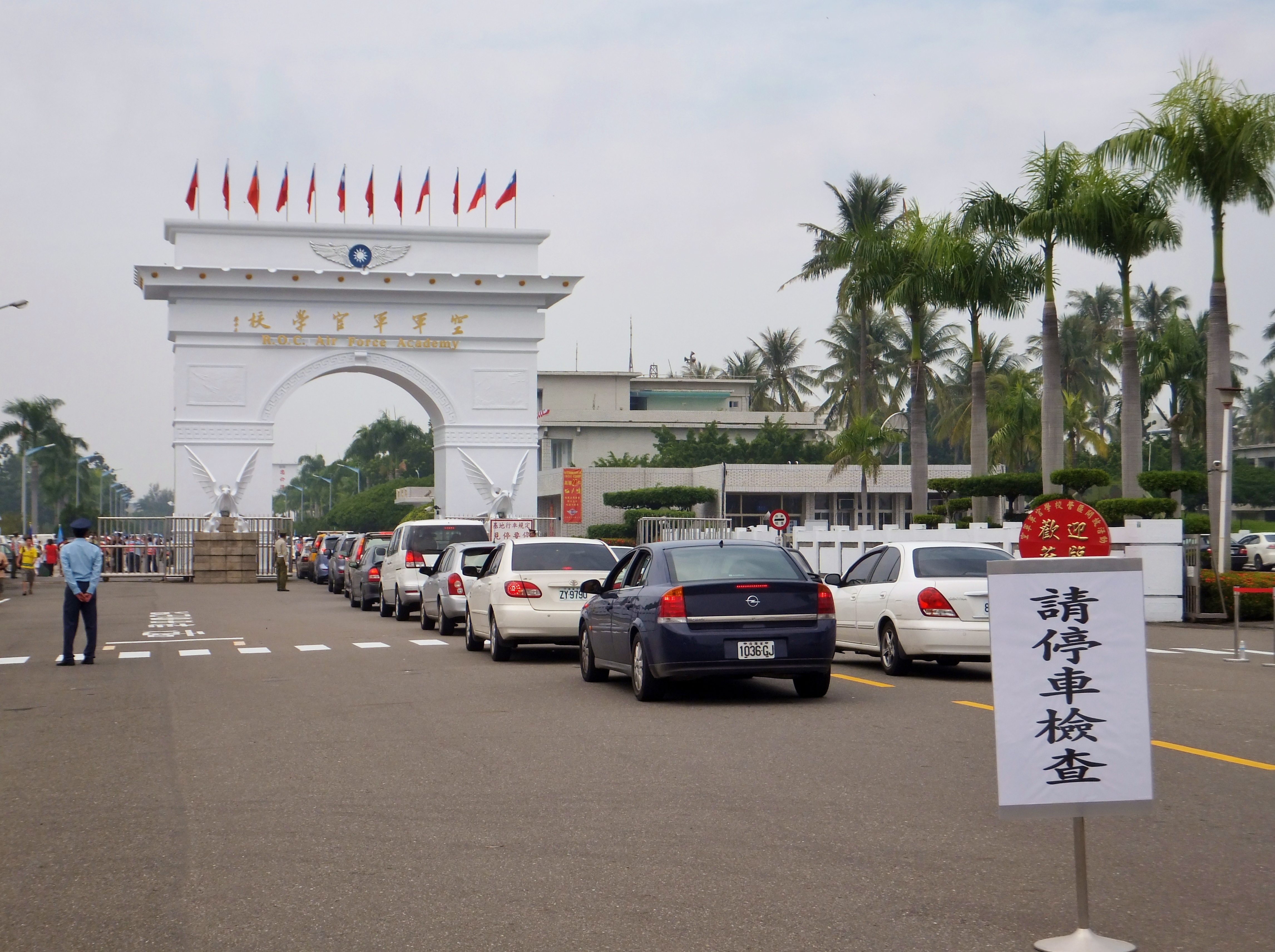
空軍軍官學校正門

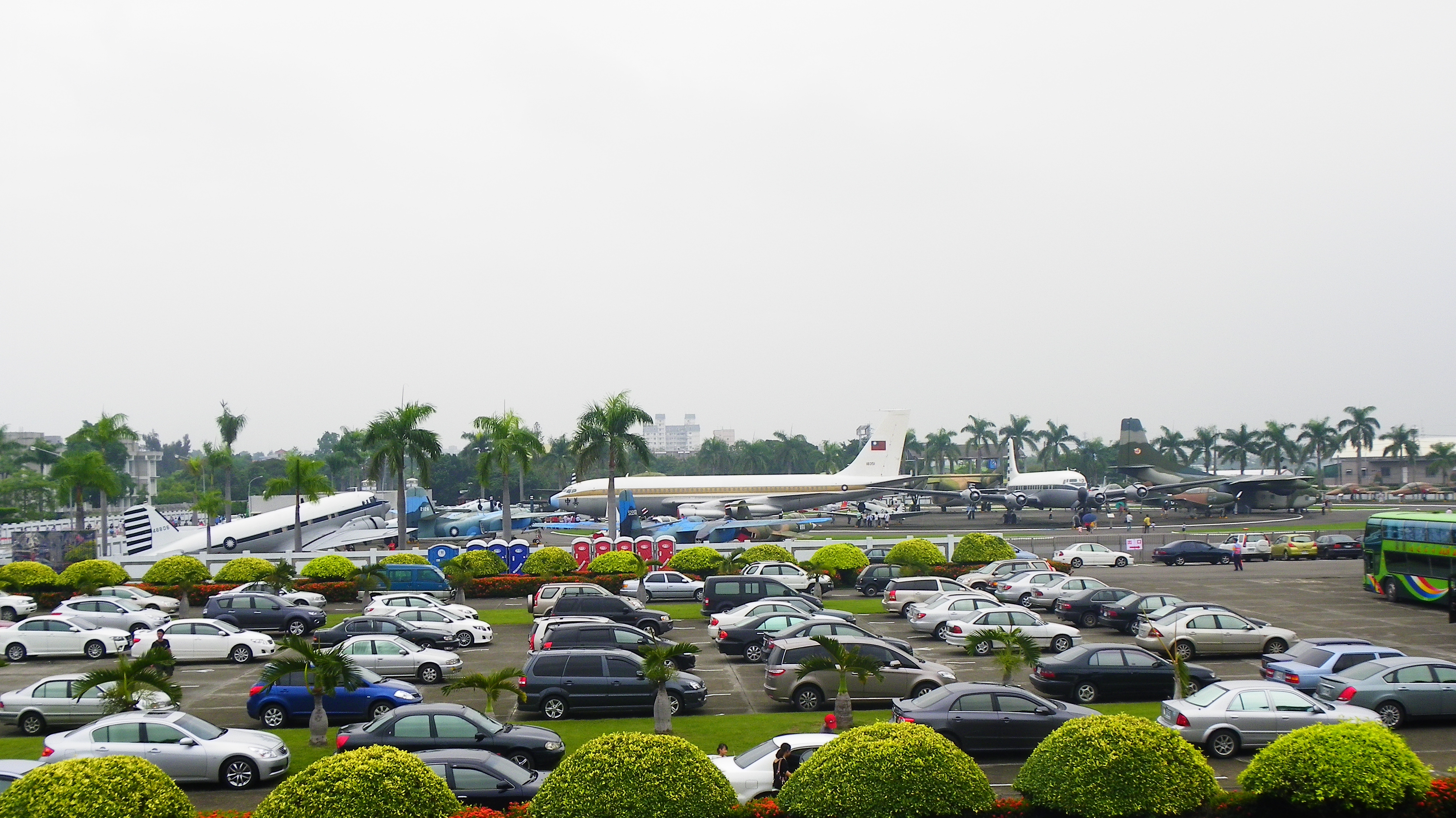
停車場和軍機展示場

- 1928年10月：國民政府於南京市中央陸軍軍官學校創立航空隊。
- 1929年6月：中央陸軍軍官學校航空隊奉令改組為航空班，以南京市復成橋前工業學校為校址。
- 1931年：航空班改隸國民政府軍政部航空署，改為「軍政部航空學校」，以杭州市筧橋為校址。
- 1932年8月：軍政部航空學校擴大組織，改為「中央航空學校」，國民政府軍事委員會委員長蔣中正兼任校長。
- 1932年9月1日：中央航空學校正式成立，定每年9月1日為校慶。
- 中國抗日戰爭爆發後，中央航空學校遷至雲南昆明，1938年7月改為「空軍軍官學校」。抗戰勝利後遷回筧橋。
- 1946年：空軍總司令部成立，空軍軍官學校改隸空軍訓練司令部。之後因國共內戰爆發，空軍軍官學校於1949年遷往臺灣，並於臺灣省高雄縣岡山鎮（今高雄市岡山區）日本空軍高雄飛行場舊址復校[2][3]，即現址。
- 1960年9月：空軍官校改制為四年制大學教育，之後開始招收高中畢業之飛行專業軍官班。
- 2008年6月：空軍官校招收女性正期班學生。
- 2023年12月：原屬空軍官校編制的飛行指揮部，獨立升格為「空軍飛行訓練指揮部」。空軍官校少將副校長一職調整為上校副校長。

## 職階
- 校長　空軍少將
- 副校長　空軍上校
- 教育長　空軍上校
- 政戰主任　空軍上校

## 教學單位
| 一般教學部 | 航空太空工程學系 | 航空機械工程學系 |
| 一般教學部 | 航空電子工程學系 | 航空管理學系     |
| 一般教學部 | 應用外語系       |                  |

| 通識教育中心 | 數理組     |  |
| 通識教育中心 | 社會科學組 |  |

| 飛行訓練指揮部 | 基本組 | 模擬機訓練組             |
| 飛行訓練指揮部 | 戰鬥組 | 空運組                   |
| 飛行訓練指揮部 | 教訓組 | 國軍空勤人員求生訓練中心 |

## 歷任校長

### 中央航空學校時期
| 歷任 | 任期時間                      | 校長姓名       | 備註             |
| ---- | ----------------------------- | -------------- | ---------------- |
| 1    | 1928年10月10日—1929年 7月 2日 | 張靜愚中將     |                  |
| 2    | 1929年 7月 2日—1931年 6月13日 | 黃秉衡中將     |                  |
| 3    | 1931年 6月13日—1932年 8月13日 | 毛邦初中將     |                  |
| 4    | 1932年 8月31日—1934年 4月12日 | 蔣中正特級上將 |                  |
| 5    | 1934年 4月12日—1936年 2月24日 | 周至柔中將     | 調航空委員會主任 |
| 6    | 1936年 2月24日—1936年 8月 1日 | 陳慶雲中將     |                  |
| 7    | 1936年 8月 1日—1937年 5月 6日 | 黃光銳中將     |                  |
| 8    | 1937年 5月 6日—1938年 4月 1日 | 陳慶雲中將     |                  |

### 空軍軍官學校時期
| 歷任 | 任期時間                       | 校長姓名       | 備註                                                                                  |
| ---- | ------------------------------ | -------------- | ------------------------------------------------------------------------------------- |
| 1    | 1938年 4月 1日—1947年 9月30日  | 蔣中正特級上將 |                                                                                       |
| 2    | 1947年10月 1日—1950年 3月31日  | 胡偉克中將     |                                                                                       |
| 3    | 1950年 4月 1日—1952年 2月29日  | 毛瀛初中將     |                                                                                       |
| 4    | 1952年 3月 1日—1953年 9月30日  | 方朝俊中將     |                                                                                       |
| 5    | 1953年10月 1日—1954年11月30日  | 陳有維中將     |                                                                                       |
| 6    | 1954年12月 1日—1955年 9月30日  | 楊紹廉中將     |                                                                                       |
| 7    | 1955年 9月 1日—1962年 2月 7日  | 陳御風中將     |                                                                                       |
| 8    | 1962年 2月 8日—1964年 5月15日  | 李向陽中將     |                                                                                       |
| 9    | 1964年 5月16日—1967年 5月15日  | 姜獻祥中將     |                                                                                       |
| 10   | 1967年 5月16日—1968年 4月25日  | 陳漢章中將     |                                                                                       |
| 11   | 1968年 4月26日—1970年10月15日  | 畢超峰中將     |                                                                                       |
| 12   | 1970年10月16日—1972年 5月31日  | 姚兆元中將     |                                                                                       |
| 13   | 1972年 6月 1日—1975年 7月31日  | 張麟德中將     |                                                                                       |
| 14   | 1975年 8月 1日—1977年 7月 5日  | 郭汝霖中將     |                                                                                       |
| 15   | 1977年 7月 6日—1979年 8月10日  | 趙子清中將     |                                                                                       |
| 16   | 1979年 8月11日—1981年 3月20日  | 王德輝中將     |                                                                                       |
| 17   | 1981年 3月21日—1982年11月30日  | 陽雲鋼中將     |                                                                                       |
| 18   | 1982年12月 1日—1985年 1月31日  | 羅化平中將     |                                                                                       |
| 19   | 1985年 2月 1日—1986年 8月31日  | 唐 飛中將      |                                                                                       |
| 20   | 1986年 9月 1日—1989年 3月31日  | 袁行遠中將     |                                                                                       |
| 21   | 1989年 4月 1日—1990年 8月31日  | 欒 勤中將      |                                                                                       |
| 22   | 1990年 9月 1日—1993年12月31日  | 夏瀛洲中將     |                                                                                       |
| 23   | 1994年 1月 1日—1995年 7月31日  | 陳肇敏中將     | 首位臺灣本省籍校長                                                                    |
| 24   | 1995年 8月 1日—1996年12月31日  | 王文周中將     |                                                                                       |
| 25   | 1997年 1月 1日—2000年 1月31日  | 陳盛文中將     |                                                                                       |
| 26   | 2000年 2月 1日—2002年 4月30日  | 任渝生中將     |                                                                                       |
| 27   | 2002年 5月 1日—2003年 4月30日  | 嚴 明中將      | 後任中央軍校校友總會長                                                                |
| 28   | 2003年 5月 1日—2004年12月31日  | 彭勝竹中將     | 後任國安局長                                                                          |
| 29   | 2005年 1月 1日—2006年 7月31日  | 雷玉其中將     |                                                                                       |
| 代   | 2006年 8月 1日—2006年10月31日  | 李天翼中將     | 首位代理校長                                                                          |
| 30   | 2006年11月 1日—2008年 3月15日  | 廖榮鑫少將     | 降為少將缺 後任經濟部漢翔航空工業股份有限公司董事長                                   |
| 31   | 2008年 3月17日—2009年 5月31日  | 唐齊中少將     |                                                                                       |
| 32   | 2009年 6月 1日—2011年 2月16日  | 田在勱少將     |                                                                                       |
| 33   | 2011年 2月17日—2013年 2月28日  | 柯文安少將     | 空官68年班                                                                            |
| 34   | 2013年 3月 1日—2014年 6月30日  | 朱玉志少將     | 曾支援國家地理頻道製拍「臺灣菁英戰士：傲氣飛鷹」 後任職經濟部漢翔航空工業股份有限公司 |
| 35   | 2014年 7月 1日—2015年 6月18日  | 張延廷少將     | 空軍官校63期 後任國防部參謀本部情報參謀次長室次長、空軍司令部副司令                   |
| 36   | 2015年 6月18日—2017年 9月30日  | 彭明陽少將     | 空軍官校64期                                                                          |
| 37   | 2017年10月 2日—2018年11月30日  | 王天祜少將     | 空軍官校66期 曾任空軍司令部少將副參謀長暨航空科技研究發展中心主任                     |
| 38   | 2018年12月 1日—2020年 7月31日  | 楊靜瑟少將     | 空軍官校68期 後任國防部參謀本部情報參謀次長室次長、國防部軍事情報局長                 |
| 39   | 2020年 8月 1日—2022年 7月31日  | 唐洪安少將     | 空軍官校68期 後任空軍司令部副參謀長                                                   |
| 40   | 2022年 8月 1日—2024 3月 31日   | 胡中緯少將     | 空軍官校71期                                                                          |
| 41   | 2024年 4月 1日—2025年 6月 30日 | 王瓊文少將     | 空軍官校72期                                                                          |
| 42   | 2025年 7月 1日—現任            | 黃盈捷少將     |                                                                                       |

## 校旗

校旗

以中華民國空軍軍旗製作，左邊加綴「空軍軍官學校」白底黑字。
- 青天白日國徽象徵軍人效忠國家，保衛國家疆域之意涵。
- 飛鷹雙翅：飛鷹是飛行速度最快、膽量最大的鳥類，世界上許多國家的空軍都用飛鷹當成象徵，在空軍軍徽的飛鷹代表「有我無敵，冒險敢死」之精神。
- 國花梅花象徵克服惡劣環境、堅忍不拔之精神，代表國軍軍人有克服自然堅忍不拔之毅力，為救國戰勝一切的本能，贏得最後之勝利。
- 嘉禾代表祥瑞及豐收戰果之意。

## 校徽涵義

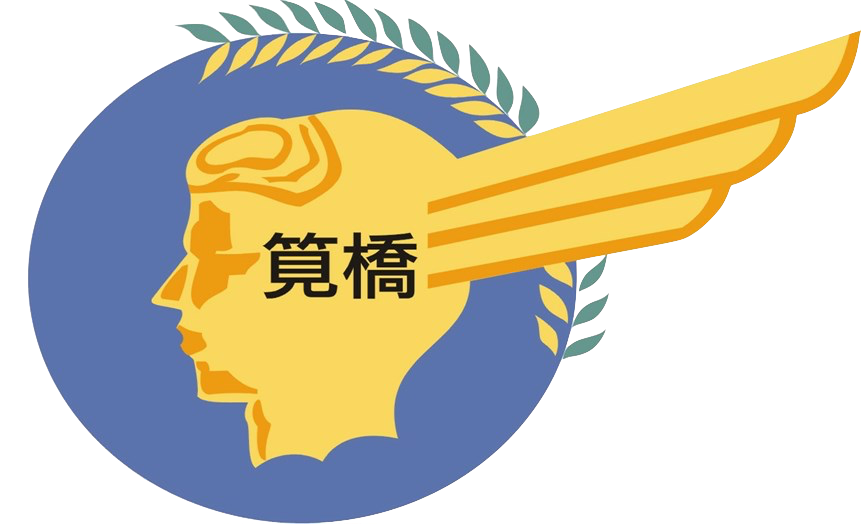
校徽

- 橡樹葉象徵自強不息之意義。
- 飛機機翼象徵八一四航空救國精神。
- 藍色象徵蔚藍天空。
- 整個校徽圖案象徵空軍筧橋精神。

## 榮譽徽
- 空軍軍官學校學生佩掛榮譽徽章，授予入伍成績合格者，並於新生入校後滿一年，升上二年級前頒發。
- 象徵成為肩負「榮譽」、「責任」、「國家」的官校生。

## 外部連結
- 空軍軍官學校 （页面存档备份，存于）
- 中華民國空軍官校 （页面存档备份，存于）